# الفساد في أوكرانيا

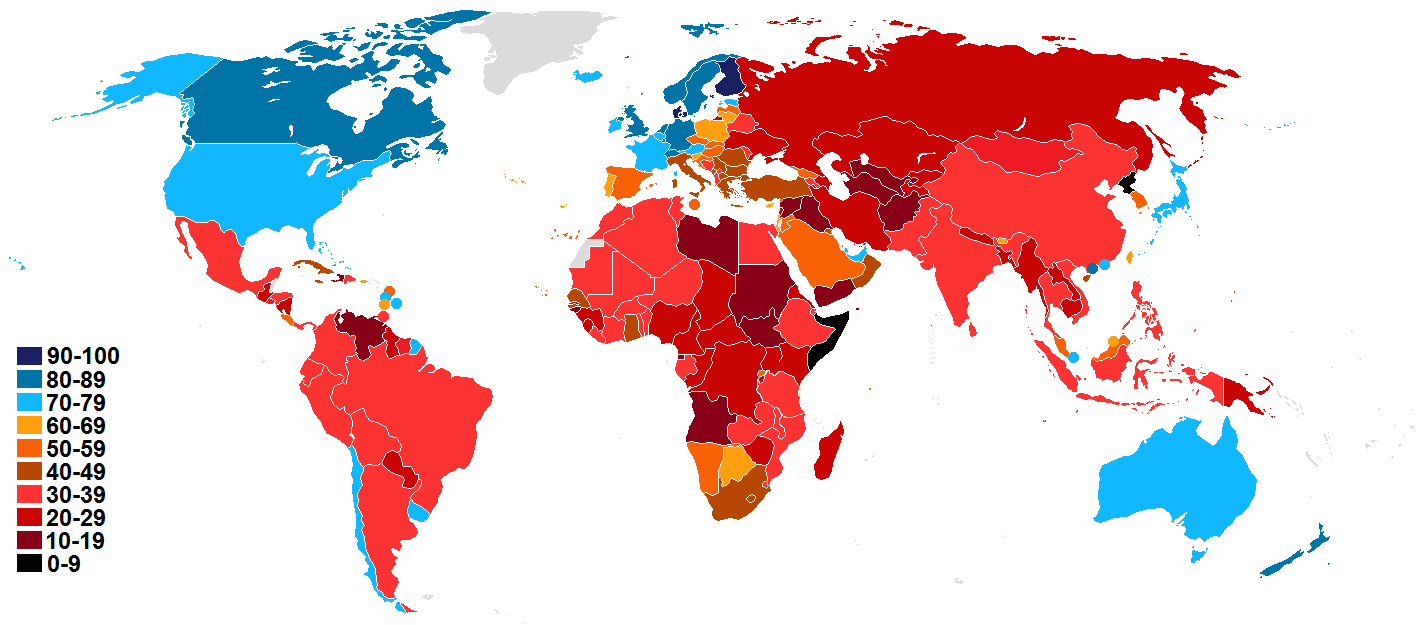

يتفشى الفساد بشدة في المجتمع الأوكراني. ويصنف مؤشر الفساد التابع لمنظمة الشفافية الدولية أوكرانيا في المرتبة 120 من أصل 180 دولة.
في عام 2012 وضعت شركة إرنست ويونغ أوكرانيا ضمن أكثر ثلاث دول فسادًا في العالم، جنبًا إلى جنب مع كل من كولومبيا والبرازيل. في عام 2015 وصفت صحيفة الغارديان أوكرانيا بكونها «الدولة الأكثر فسادًا في أوروبا». اعتبر الباحثون بعد استطلاع أجرته شركة إرنست ويونغ عام 2017 إلى اعتبار أوكرانيا الدولة التاسعة الأكثر فسادًا في العالم.
وصف دبلوماسيو الولايات المتحدة نظام حكم أوكرانيا في عهد الرئيس كوشما (بين عامي 1994 و2005) وفيكتور يوشتشينكو (بين عامي 2005 و2010) بكونه كليبتوقراطي (نظام حكم اللصوص) تبعًا لما سربته وكالة ويكيليكس.

## الأصول والمستوى
يقول الباحث الأوكراني أو. بازالوك بأن جذور الفساد في أوكرانيا تنبع من الطبيعة السوفيتية للقادة السياسيين الأوكرانيين، الذين انخرطوا فيما أسموه (نخبة القادة) قبل انهيار الاتحاد السوفييتي. خلق السياسيون نظام حكم سلطوي نخبوي في أوكرانيا حتى أضحى الفساد طابعًا واسع الانتشار دون أي فرصة لتطبيق خيار أوروبي على الشعب الأوكراني.
أجرى الاقتصادي الأوكراني البارز أو. هافريليشن مقارنة للفساد في أوكرانيا ضمن السياق العالمي الواسع تبعًا للبيانات التي حصل عليها من منظمة الشفافية الدولية. قدّر البحث درجة الفساد في أوكرانيا بتلك الموجودة في الدول الواقعة جنوب الصحراء الأفريقية الكبرى، مع اعتبار دولة أوغندا نظيرة لها.

## المناطق
عادة ما تُقدم الرشاوى لضمان الحصول على الخدمات العامة في وقتها أو حتى لمجرد الحصول عليها. يقول الأوكرانيون بأنهم يقدمون الرشاوى لظنهم بكونها شيئًا عرفيًا ومتوقعًا. تصل بعض الرشاوى الضخمة إلى أكثر من مليون دولار أمريكي. بحسب استطلاع اجتماعي أجرته الشركة العالمية للنظم الإدارية، وُجدت الدرجات الأعلى للفساد في فحص المركبات (57.5%) والشرطة (54.2%) والرعاية الصحية (54%) والمحاكم (49%) والتعليم العالي (43.6%). في 8 يونيو من عام 2011، صرح الرئيس الأوكراني فيكتور يانوكوفيتش بأن الفساد يُكلف الحكومة ميزانية قدرها 2.5 مليار دولار أمريكي من العائدات السنوية، كما تنتهي من 10% إلى 15% (7.4 مليون دولار) من ميزانية الدولة إلى جيوب الموظفين نتيجة صفقات فساد في مشتريات القطاع العام.
تبعًا للوكالة الأمريكية للتنمية الدولية، فإن أبرز أسباب الفساد في أوكرانيا هي ضعف النظام القضائي وحكومة مفرطة في السيطرة تفتقر إلى الشفافية جنبًا إلى جنب مع ارتباط الحكم السياسي الاقتصادي بيد القلة وضعف المجتمع المدني. يُناقش موضوع الفساد بصورة مستمرة ضمن وسائل الإعلام الأوكرانية.
أوضح رئيس مهمة صندوق النقد الدولي في أوكرانيا خلال شهر مايو من عام 2016 بأن تخفيض نسبة الفساد هو مفتاح شفرة استمرار الدعم الدولي. يعتقد بعض المحللين في الغرب بأن القروض الأجنبية الضخمة لا يمكن أن تشجع على زيادة عجلة الإصلاحات، بل إنها تسمح بالفساد وسحب الأموال خارج البلاد. حثّت مساعدة وزير الخارجية الأمريكي فيكتوريا نولاند أوكرانيا على البدء بمقاضاة المسؤولين عن الفساد بقولها: «لقد آن الأوان لإحكام القبضة على من ساهموا في سرقة الشعب الأوكراني لوقت طويل، كما حان الوقت للقضاء على سرطان الفساد».

### فساد الأفراد
الشرطة هم أكبر المستفيدين من الرشاوى إضافة إلى قطاع الرعاية الصحية والنظام التعليمي. في أواخر العقدين الأول والثاني من القرن الحالي، أوضح 67% من الأوكرانيين بأنهم وخلال تعاملهم مع الخدمات الحكومة انخرطوا بشكل مباشر مع معاملات قائمة على الفساد. في استطلاع أُجري عام 2010، اعترف بين 30 إلى 49% من المشاركين في الاستطلاع دفع مبلغ كرشوة لمزود خدمة خلال العام الماضي؛ وأوضح استطلاع مشابه أُجري عام 2007 قيام ما بين 18 إلى 32% من المشاركين في الاستطلاع بدفع رشوة. تبلغ النسبة النظيرة له في بريطانيا 1.9%. إلا أن استطلاعًا آخر أُجري أواخر عام 2008 أوضح بأنه فقط 21% من المشاركين في الاستطلاع بأنهم هم أو أي شخص بين أسرتهم قد دفع رشوة بشكلٍ ما خلال الـ12 شهرًا الماضية؛ تبلغ النسبة النظيرة في الولايات المتحدة وبريطانيا 2% و3% على التوالي. أوضح استطلاع أجرته جمعية أبحاث المستهلك خلال صيف عام 2011 بأن 43% من الشعب أقروا بعدم تقديمهم أي رشوة بشكل شخصي.
في عام 2013، أوضح 74% من الأشخاص بأنهم لن يقدموا على التبليغ حول حادثة رشوة؛ 24% منهم خوفًا من التبعات وراء الإبلاغ، و63% منهم يعتقدون بأن التبليغ لن يكون له أي أثر.

### الفساد السياسي
في السنوات التي تلت الاستقلال الأوكراني شاع تزوير الانتخابات بكثرة، خصوصًا عبر استخدام السياسيين لمناصبهم. من جهة أخرى، تبعًا للباحث البريطاني في الشؤون السياسية والمالية في أوكرانيا تاراس كوزيو، فإن تزوير الانتخابات في أوكرانيا لا يمكن أن يتخطى عتبة الـ5% من المجموع الكلي للأصوات. تضاءل إجمالي تزوير الانتخابات بعد الانتخابات الرئاسية لعام 2004. بعد هذا الاقتراع، حكمت المحكمة العليا في أوكرانيا بأنه وبسبب كثرة التزوير الانتخابي، أصبح من المستحيل تحديد نتائج الانتخابات وطلب إعادة التصويت. على الرغم من ذلك، لا يزال يتّبع السياسيون الحيل الإدارية والتزوير الانتخابي للحصول على عدد أكبر من الأصوات لصالح حزب معيّن. لا يزال جمهور الناخبين الأوكرانيين يمتلكون شكوكًا حول مدى نزاهة العملية الانتخابية. يواجه أي ناخب ينخرط في أعمال تزوير للانتخابات عقوبة تصل إلى سنتين سجن، إلا أن الناشطين يوضحون بأنه لم يتلقى أي أحد العقاب على خلفية التزوير الانتخابي منذ الاستقلال الأوكراني.
أعرب دبلوماسيون أمريكيون عن تزوير خصخصة عدد من الشركات الأوكرانية لصالح أصدقاء أشخاص سياسيين. على المستوى الإقليمي، وُجد أن الفساد يرتبط مع تخصيص الأراضي.
يستمر السياسيون الأوكرانيون بإلقاء اللوم في الفساد على بعضهم البعض بينما يدعون محاربتهم له. بعد لقاء خادع مع فصيل المجلس الأعلى الأوكراني (البرلمان الأوكراني) «إصلاحات من أجل المستقبل»، ادعى رومان زابزاليوك شراء هذا الفصيل لأعضائه مقابل مبلغ نصف مليار دولار أمريكي (من أجل الانشقاق من المجموعات البرلمانية الأخرى)، ومن ثم دفع مرتبًا شهريًا يتراوح بين 20 ألف و25 ألف دولار؛ تبعًا لفصيل «إصلاحات من أجل المستقبل»، فإن زابزاليوك ادعى معاناته من مرض خطير جدًا، وأن الفصيل استطاع جمع تبرعات بقيمة 100 ألف دولار ليخضع زابزاليوك لعملية جراحية في إسرائيل.
منذ 1 يوليو من عام 2011، سئل كل من رئيس الدولة ورئيس البرلمان الأوكراني ورئيس الوزراء والمدعي العام ومجلس الوزراء وعدد من كبار المسؤولين نتيجة قضايا متعلقة بالفساد. يدعي كوست بوندارينكو رئيس مجلس السياسات الأوكرانية عام 2010 بوجود قاعدة غير مكتوبة في السياسة الأوكرانية: «لم توُجّه أي تهم ضد جنائية أعضاء الحكومة المنتهية ولايتها، ولم يكن على من خلفهم القلق مما قد يحصل في الغد»: إلا أنه في عامي 2010 و2011 «وُجهت تهم جنائية ضد 78 عضوًا من أعضاء الحكومة السابقة؛ وفُتحت أكثر من 500 قضية ضد المسؤولين الحاليين». إلا أنه ومنذ عام 2010، برزت في الصحافة الأوكرانية آلاف الأمثلة عن حالات جنائية تتضمن مسؤولين أوكرانيين، إضافة إلى سياسيين ورجال أعمال على صلة بحزب الأقاليم، إلا أن القانون أظهر تساهلًا غير مسبوق أمام عامة المشتبه بهم.
أقر وزير الشؤون الداخلية الأوكراني فيتالي زاخارتشينكو في شهر مارس من عام 2010 بأنه ومن 2010 واجه 400 سياسي تهمًا جنائية متعلقة بالفساد؛ تعود غالبيتهم إلى أعضاء كل من حزب الأقاليم، متبوعين بكتلة يوليا تيموشينكو ومن بعدها كتلة أوكرانيا للدفاع عن النفس. ليس من المعلوم كم ثَبُتَ من القضايا من قبل الحاكم.
يستمر الإعلام الأوكراني وبالأخص صحيفة «يوكرينسكا برافدا» بكشف نمط حياة السياسيين وموظفي القطاع العام القائم على البذخ الشديد والذي يتناقض بشدة مع مرتباتهم التي يتلقونها. وفقًا للمؤرخ أندرو ويلسون، اعتبارا من عام 2016 كان التقدم في مشاريع مكافحة الفساد ضئيلًا جدًا. أظهر استطلاع أجري عام 2015 بأن 72% من البالغين يلقون باللوم على «فساد السلطة» أمام بطء عجلة الإصلاحات.
في عام 2016، طُلب من كل نائب في مجلس الشعب الأوكراني الإقرار بثروته، إذ بلغ مجموع ثروات 413 نائبًا 460 مليون دولار أمريكي. تفاعلًا مع النقد العام للخبر، ألغى نواب مجلس الشعب زيادة على مرتبهم كانت أن تزيده إلى الضعف. كان هذا الإجراء جزءًا من حزمة مكافحة الفساد التي أقرها القانون في شهر أكتوبر من عام 2014، الذي كان شرطًا أمام الدعم المالي الدولي لأوكرانيا وشرطًا أساسيًا أمام السفر بين دول الاتحاد الأوروبي بدون فيزا.

#### السياسات المحلية
اتهم عدد من الرؤساء المحليين في أوكرانيا باستخدام مناصبهم لخدمة مصالحهم الخاصة.
اتهم الرئيس المحلي السابق لمدينة تشيركاسي سيري أوداريتش بالتسبب بخسارة 600 ألف هريفنا أوكرانية من ميزانية المدينة.

### الفساد في القطاع العام
في عام 2015 تلقت الشركة الوطنية لتوليد الطاقة النووية في أوكرانيا تهمًا بالفساد. في مارس من عام 2016، جُمدت أصول وحسابات الشركة البنكية من قبل محاكم أوكرانية بتهمة عدم دفع الديون، وهو ما تستأنف في حكمه الشركة حاليًا.
في عام 2016، كانت العديد من الطرقات السريعة ضمن أوكرانيا في حالة سيئة يُرثي لها، مع تصريح المسؤولين في هذا الشأن إلى حاجة 97% من الطرقات إلى الإصلاح. بلغت ميزانية إصلاح الطرقات 20 مليار هريفنا أوكرانية، إلا أن الفساد يتسبب في سوء صرف هذه الميزانية.